# Agabus anthracinus
Agabus anthracinus är en skalbaggsart som beskrevs av Mannerheim 1852. Agabus anthracinus ingår i släktet Agabus och familjen dykare. Inga underarter finns listade i Catalogue of Life.